# Cratere Port-Au-Prince
Port-Au-Prince  è un cratere sulla superficie di Marte.